# Computerreserveringssysteem
Een computerreserveringssysteem, ofwel CRS, is een computersysteem dat gebruikt wordt voor het registreren van reserveringen, zoals in de reisindustrie. De eerste geautomatiseerd reserveringssystemen werden opgezet door luchtvaartmaatschappijen ter vervanging van het kaartensysteem, gevolgd door hotelbedrijven en autoverhuurbedrijven.  Reserveringssystemen worden inmiddels in vele andere sectoren toegepast.
De grotere CRS-systemen die reserveringen kunnen maken en tickets kunnen verkopen voor tientallen luchtvaartmaatschappijen staan bekend onder de term Globaal Distributie Systeem (GDS).
Iedere luchtvaartmaatschappij die lijndiensten uitvoert heeft een reserveringssysteem nodig voor het beheren van de "voorraad" die bestaat uit stoelen op aangeboden vluchten, en de bijbehorende passagiersinformatie. Deze systemen zijn verantwoordelijk om de GDS-en en reserveringssystemen van andere luchtvaartmaatschappijen te informeren over vluchten die nog open zijn voor boeking en ticketverkoop. Veel maatschappijen besteden deze functies uit aan de grote GDS-en.
Luchtvaartmaatschappijen gebruiken speciale software op hun eigen reserveringssystemen voor onder andere Revenue Management ofwel Yield Management (CYMS), dit wil zeggen het toewijzen van het juiste aantal stoelen naar het juiste aantal passagiers, aan de juiste prijs. Deze software gebruikt historische en actuele reserveringsgegevens en doet een voorspelling over toekomstige reserveringen om een zo groot mogelijke financiële opbrengst uit de verkoop van de beschikbare stoelen te verkrijgen.
Consumenten kunnen zelf direct reserveringen maken voor vluchten, hotels, autoverhuur etc. door middel van internet-portalen. In de Verenigde Staten werden in 2005 bijna 50% van de vliegtickets over het internet verkocht.

## Geschiedenis
Oorspronkelijk werden deze systemen opgezet door individuele luchtvaartmaatschappijen voor het eigen personeel dat betrokken was bij verkoop van vluchten. In een later stadium werden ook reisbureaus directe toegang tot deze systemen verleend om vluchten van de maatschappij te verkopen. Ook werd het mogelijk gemaakt om via deze systemen reserveringen te maken voor andere luchtvaartmaatschappijen, autoverhuurbedrijven en hotels.
Al gauw gebruikten de meeste reisbureaus het reserveringssysteem waarop ze waren aangesloten voor alle reisreserveringen van hun klanten. Omdat aanvankelijk het reserveringssysteem het eigendom was van één enkele luchtvaartmaatschappij, zorgde deze maatschappij er meestal voor dat zijn eigen vluchten prominent werden aangeboden, en vluchten van concurrerende maatschappijen pas vele pagina's later getoond werden. Om een neutraal beeld te krijgen van de beschikbare vluchten waren grote reisbureaus soms aangesloten op de reserveringssystemen van verscheidene maatschappijen, maar kleine reisbureaus konden zich dat niet veroorloven.
Het eerste reserveringssysteem dat het gedeelde eigendom was van een groep luchtvaartmaatschappijen was Amadeus in Europa. Bij het verwerken van reserveringen behartigde Amadeus ook in de eerste plaats de belangen van zijn eigenaren ten koste van andere maatschappijen.
De bekende mondiale GDS-systemen zijn Worldspan, Sabre, Galileo en Amadeus. In Nederland maakte KLM gebruik van haar eigen CRS Corda (reserveringssysteem), maar schakelde in maart 2007 over naar een reserveringssysteem van Amadeus, dat ook gebruikt wordt door KLM-partner Air France.

## Regulering
Luchtvaartmaatschappijen hebben op aanwijzing van de DOT (Department of Transportation, VS) en de Europese Unie hun CRS-holdings afgestoten naar gespecialiseerde GDS bedrijven.
Om een concurrerender markt te krijgen is voor CRS-en aparte regulering gemaakt, zoals de CRS Code of Conduct (1989) van de Europese Commissie voor vervoer, de Canadese regulering en de Amerikaanse DOT (Department of Transportation) reguleringen van 1984 en 1992. De DOT regulering werd weer opgeheven in 2003.
Om deze concurrentievervalsing tegen de gaan grepen de regerende instanties in de Verenigde Staten en Europa in. Het Amerikaanse DOT (Department of Transportation) kwam met een CRS regulering in 1984, gevolgd door de Europese Commissie voor vervoer met zijn "CRS Code of Conduct" in 1989.

## Samenwerkingsverband
In 1999 hebben in de Verenigde Staten drie van de vier partijen (leverancier, (CRS), reisagent/internetportaal) besloten tot het samenwerkingsverband Open Travel Alliance.
Voor koppeling van de CRS-computers met de computers van de luchtvaartmaatschappijen wordt vaak gebruikgemaakt van het communicatienetwerk van SITA.